# 佐々木康男
佐々木 康男（ささき やすお、1958年（昭和33年）3月13日 - ）は、日本の政治家、農家。元福井県あわら市長（1期）。福井県観光営業部長、福井県観光連盟専務理事等を歴任。

## 来歴
福井県芦原町（現・あわら市番田）出身。1976年（昭和51年）3月、福井県立藤島高等学校卒業後、外交官を志して一橋大学法学部に進学。英語の勉強に打ち込み、外交官試験を3度受験した。剣道四段。
1982年（昭和57年）3月、大学卒業。同年4月、福井県庁に入庁。高校同窓の福井県庁職員としては、同期の福井県教育委員会教育長の東村健治、福井県副知事の中村保博、敦賀市副市長の片山富士夫、越前市副市長の山内和芳や、1年後輩の越前市長の山田賢一、福井県教育委員会教育長の豊北欽一などがいる。また、あわら市副市長の前川嘉宏は、高校の5年後輩にあたる。
福井県総合政策部企画参事、産業労働部企画参事、大野市産業経済部長（出向）、総務部人事企画課長、総務部企画幹（行政改革）、観光営業部企画幹、観光営業部長兼公益財団法人福井観光コンベンションビューロー理事、観光営業部参与、公益社団法人福井県観光連盟専務理事（県派遣）を歴任。また、妻、娘夫婦、孫の3世帯で同居し、農業に従事。この間、一般社団法人明新会福井県庁支部副支部長、一般財団法人越前おおの農林樂舎設立時理事等も務め、立命館大学法学部で教鞭をとるなどした。
2017年（平成29年）12月12日、藤島高校の先輩にあたる、あわら市長の橋本達也が、公務中に市役所の市長室で知人の既婚女性に不適切行為を繰り返していたことを明らかにした。同年12月19日、橋本は陳謝し辞職。12月28日、佐々木は橋本の辞職に伴う市長選に立候補する意向を表明。
2018年（平成30年）2月4日に行われた市長選で元市議の大下重一、加納病院長の外科医中川智和らを破り初当選を果たした。投票率は62.01％。逼迫財政の中、北陸新幹線の福井県内での開業を控えた芦原温泉駅周辺整備や、産業振興、教育、医療体制の整備、出生率向上に向けた取り組みなどにあたり、2019年（令和元年）に設立された福井県並行在来線準備取締役も兼務。
2022年（令和4年）1月23日に行われた市長選で元市議会議長の森之嗣に628票差で破れ落選した。

## 著作
- 「福井県における業務改善の取組みについて」住民行政の窓通号373 2012年
- 「日本初のアスファルト舗装を行った男　由利公正」道路建設757 2016年

## 選挙歴
| 当落 | 選挙                 | 執行日        | 年齢 | 選挙区 | 政党   | 得票数 | 得票率 | 定数 | 得票順位 /候補者数 | 政党内比例順位 /政党当選者数 |
| ---- | -------------------- | ------------- | ---- | ------ | ------ | ------ | ------ | ---- | ------------------ | ---------------------------- |
| 当   | 2018年あわら市長選挙 | 2018年2月4日  | 59   | ーー   | 無所属 | 7095票 | 47.78% | 1    | 1/3                | /                            |
| 落   | 2022年あわら市長選挙 | 2022年1月23日 | 63   | ーー   | 無所属 | 5862票 | 42.34% | 1    | 2/3                | /                            |